# Mariage royal
Pour les articles homonymes, voir Mariage (homonymie).
Pour plus de détails, voir Fiche technique et Distribution.

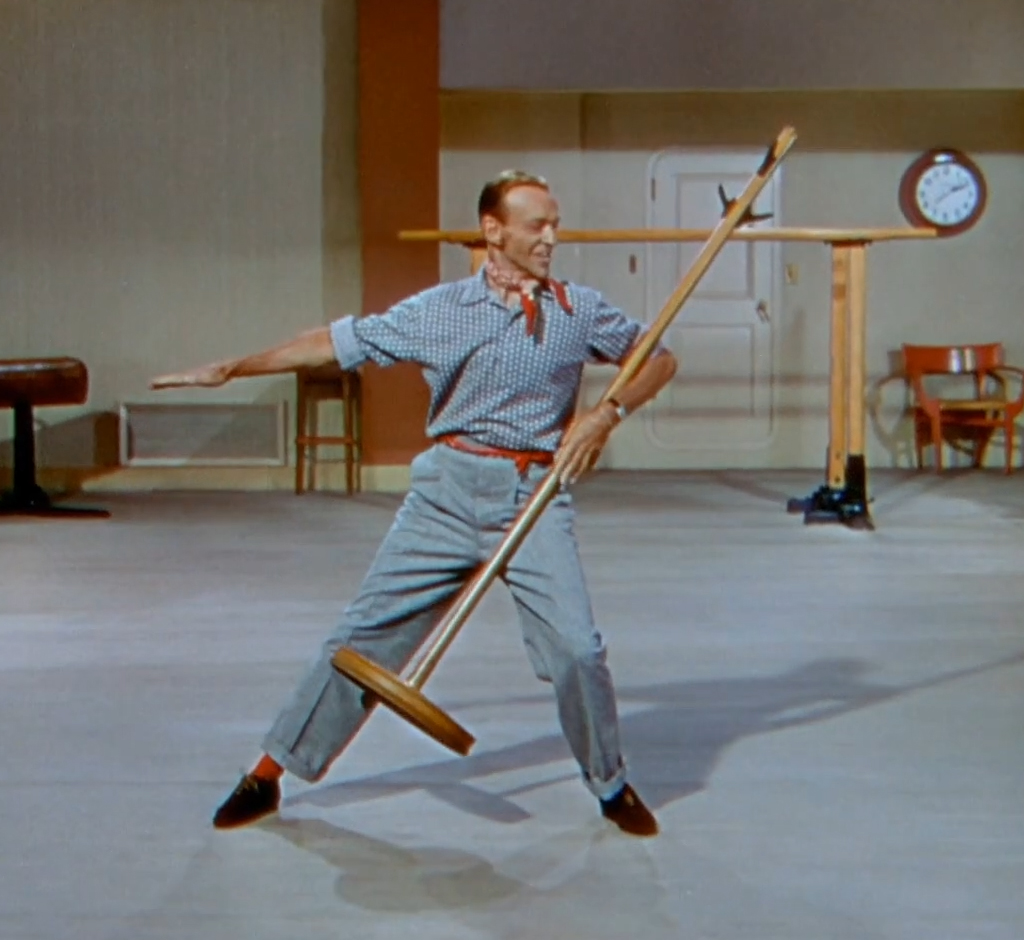
Fred Astaire dans le numéro Sunday Jumps.

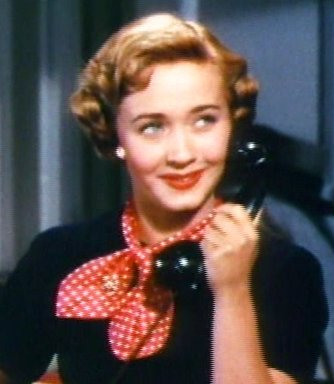
Jane Powell

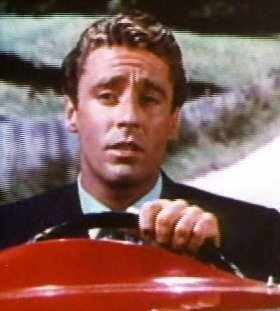
Peter Lawford

Mariage royal (Royal Wedding) est un film musical américain réalisé par Stanley Donen et sorti en 1951.

## Synopsis
Tom et Ellen Bowen sont frère et sœur et parmi les vedettes les plus populaires de Broadway. Ellen enchaîne les conquêtes qu'elle n'aime pas et Tom est un célibataire endurci. L'un comme l'autre éprouvent une sainte horreur à l'égard du mariage. Mais lors du voyage sur le bateau qui les emmène pour jouer à Londres, Ellen rencontre le playboy Lord John Brindale avec qui elle commence une romance qui devient rapidement plus sérieuse qu'ils ne l'avaient prévu. De son côté Tom tombe amoureux d'Anne Ashmond une danseuse anglaise qui auditionne pour le spectacle…

## Fiche technique
- Titre : Mariage royal
- Titre original : Royal Wedding
- Réalisation : Stanley Donen
- Scénario et histoire : Alan Jay Lerner
- Directeur de la photographie : Robert Planck
- Montage : Albert Akst
- Musique : Burton Lane, Albert Sendrey
- Direction artistique : Cedric Gibbons et Jack Martin Smith
- Décorateur de plateau : Edwin B. Willis
- Producteur : Arthur Freed
- Société de production : Loew's & Metro-Goldwyn-Mayer
- Pays de production :  États-Unis
- Langue : Anglais
- Genre : Film musical et comédie romantique
- Format : Couleur (Technicolor) - 35 mm - 1,37:1 - Son : Mono (Western Electric Sound System)
- Durée : 93 minutes
- Dates de sortie : 
  - États-Unis : 8 mars 1951 (New York)
  - États-Unis : 23 mars 1951 (sortie nationale)
  - France : 4 juillet 1952

## Distribution
- Fred Astaire (VF : Roger Rudel) : Tom Bowen
- Jane Powell (VF : Nicole Riche) : Ellen Bowen
- Peter Lawford (VF : André Falcon) : Lord John Brindale
- Sarah Churchill : Anne Ashmond
- Keenan Wynn : Irvin Klinger/Edgar Klinger
- Albert Sharpe : James Ashmond
- Henri Letondal : le commissaire de bord
- James Finlayson : un chauffeur de taxi
- Snub Pollard : un badaud dans la rue
- Leonard Mudie : un portier qui chante

## Numéros musicaux
- Ev'ry Night At Seven (Fred Astaire et Jane Powell)
- Sunday Jumps (Fred Astaire) : séquence de la salle de sport.
- Open Your Eyes (Fred Astaire et Jane Powell) : séquence de la valse sur le transatlantique en pleine tempête.
- The Happiest Days of My Life (Fred Astaire et Jane Powell)
- How Could You Believe Me When I Said I Love You When You Know I've Been a Liar All My Life (Fred Astaire et Jane Powell)
- Too Late Now (Jane Powell)
- You're All the World to Me (Fred Astaire) : séquence de la danse au plafond.
- I Left My Hat in Haiti (Fred Astaire, Jane Powell et chœur)

## Autour du film
- Le scénario du film retrace un épisode de la vie réelle de Fred Astaire et de sa sœur Adele Astaire.
- Sarah Churchill était la fille de Winston Churchill tandis que Peter Lawford était le beau-frère de John Fitzgerald Kennedy et Robert Kennedy.
- Le film associe Fred à Jane Powell qui obtient le rôle après la défection de June Allyson et Judy Garland. Fred danse dans un gymnase son numéro « Sunday Jumps » une de ses meilleures prestations. La danse au plafond You’re All the World to Me est restée célèbre dans les trucages cinématographiques. La chambre tournait à l’intérieur d’un gigantesque cylindre, l’opérateur attaché à un mur, pendant que Fred dansait.

## Galerie

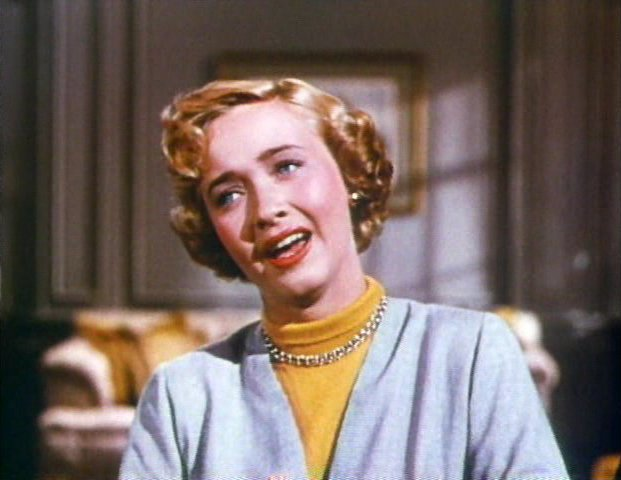
Jane Powell
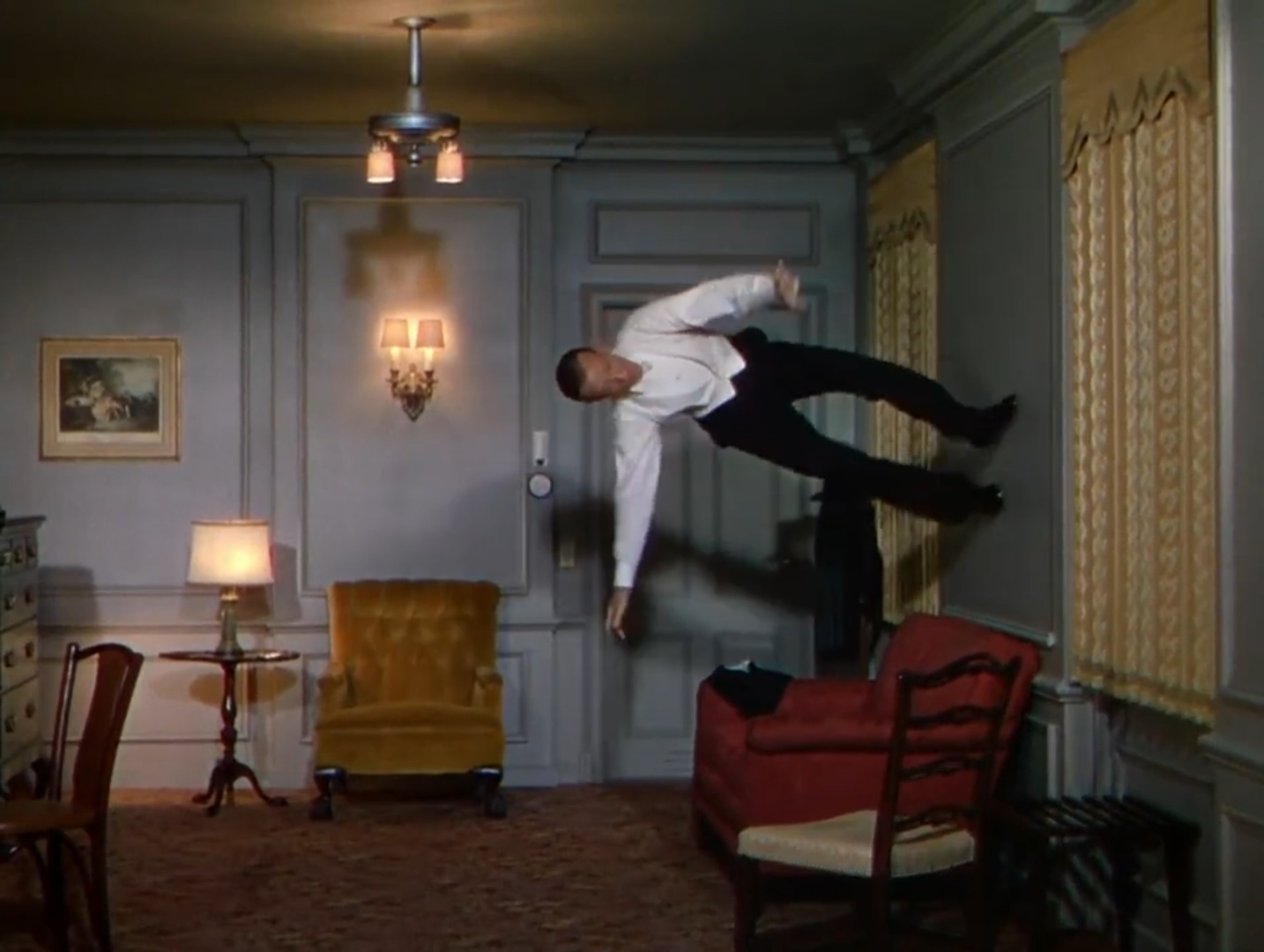
Fred Astaire : You're All the World to Me
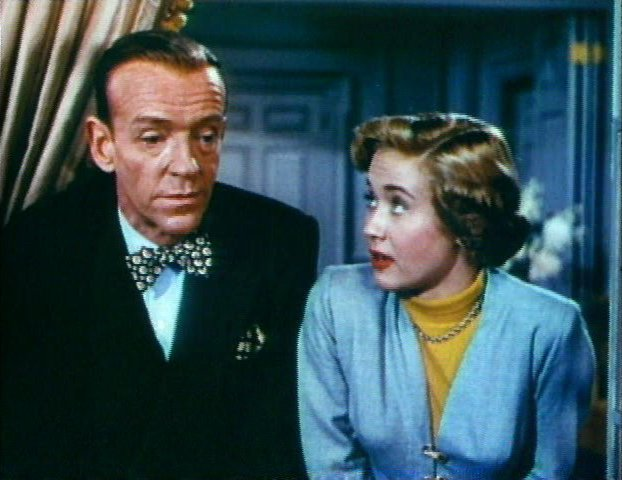
Fred Astaire et Jane Powell
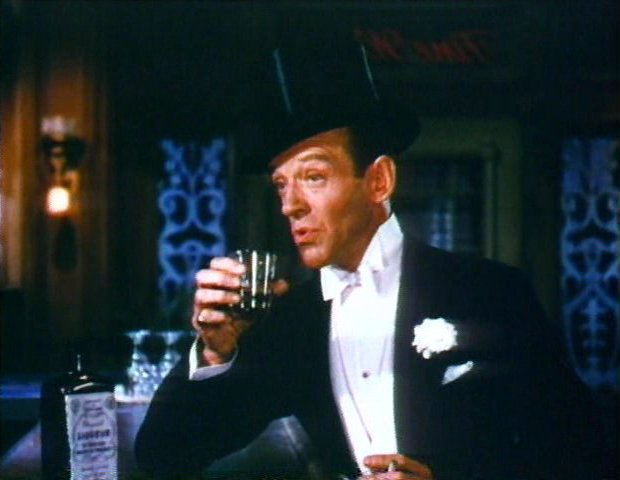
Fred Astaire
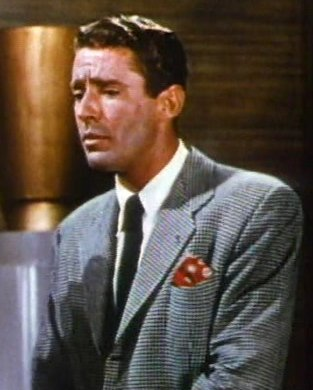
Peter Lawford
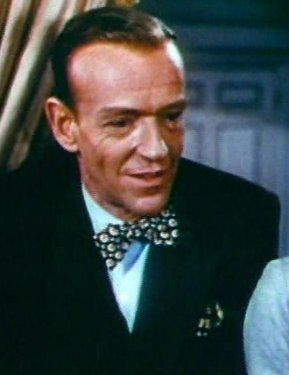
Fred Astaire
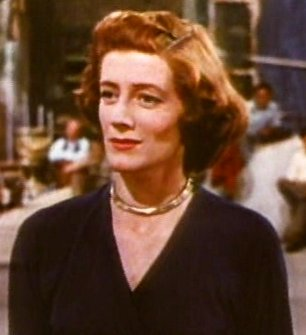
Sarah Churchill